# Kloster Oita

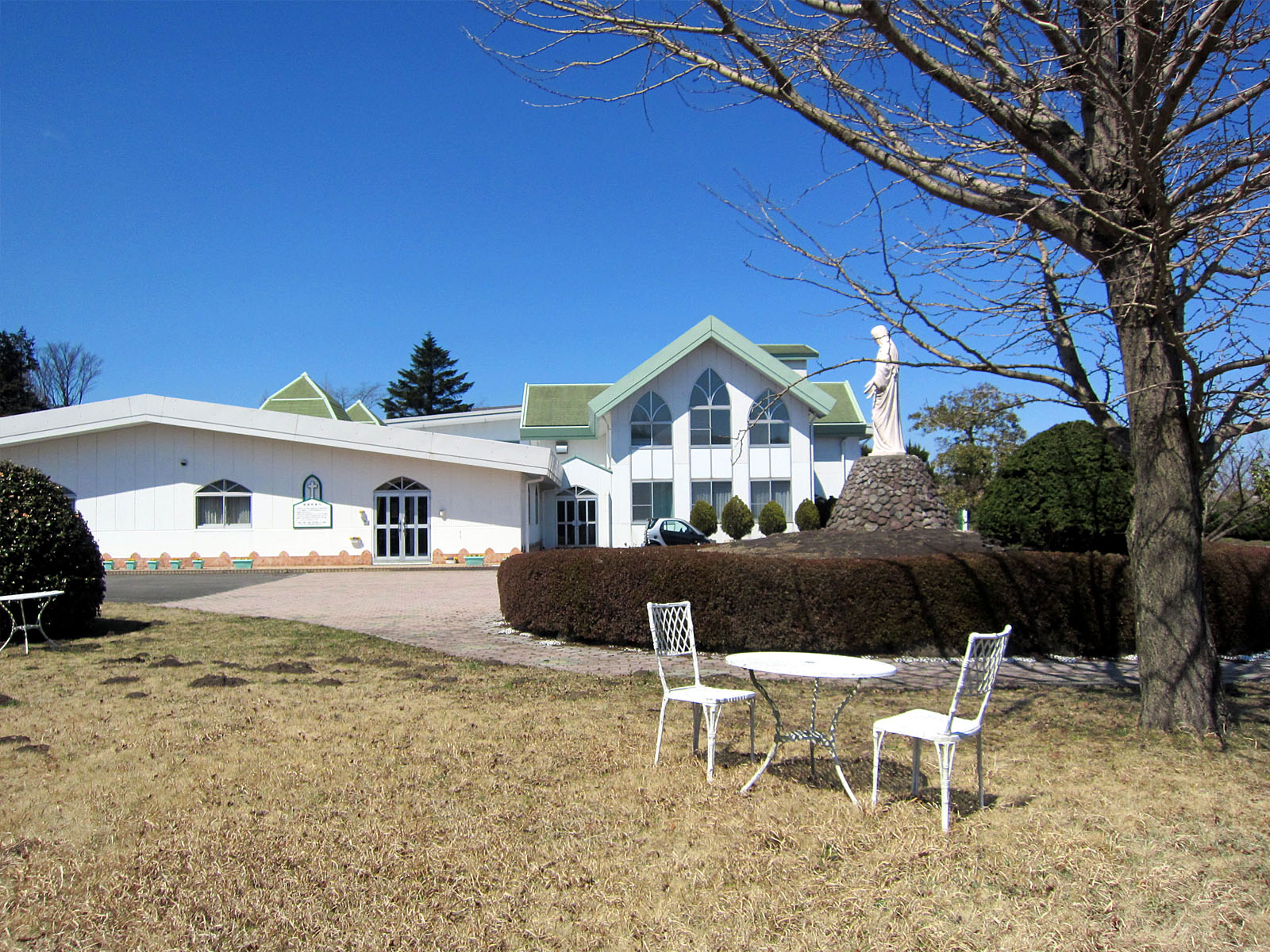
Kloster Oita (2017)

Kloster Oita (lat.  Monasterium Beatae Mariae de Annuntiatione; jap. 大分トラピスト修道院, Ōita Torapisuto [= Trappist] Shūdōin) ist seit 1980 ein japanisches Kloster der Trappisten in Minamihata, Hiji, Präfektur Ōita.

## Geschichte
Kloster Phare gründete 1980 nördlich Beppu unter dem Namen „Maria Verkündigung“ (Notre-Dame de l’Annonciation/Our Lady of the Annunciation) das Tochterkloster Oita (ab 1986 Priorat).
Obere und Prioren:
- Placide Furukawa (1980–1992)
- Vianney Yamaguchi (1992–2004)
- Francisco Yoshimoto Kunihiko (2004–2007)
- Raphaël Shioya Hisashi (2008–)